# Francisco López Fernández
Francisco López Fernández (Silla, Horta Sud 19 de setembre de 1967) és un exfutbolista i entrenador de futbol valencià. Com a jugador, feia de davanter.

## Trajectòria
Paco López va jugar en equips com el València CF, Hèrcules, Llevant, Castelló, Real Múrcia o Benidorm.
Posteriorment va iniciar la seua trajectòria com a entrenador en les categories inferiors del Vila-real CF. La temporada 2004-05 va entrenar al Vila-real C, posteriorment va estar tres temporades en el Catarroja on va aconseguir disputar la promoció d'ascens a Segona Divisió B en la temporada 2007-08.
La campanya següent va fitxar pel Benidorm Club de Futbol fent el salt a Segona B. I el 16 de juliol de 2009, després de la renúncia de José Bordalás a entrenar a l'CE Alcoià, Paco López va esdevenir el nou entrenador del club d'Alcoi, on va estar un any i mig, doncs no va arribar a acabar la segona temporada; va ser destituït quan el club anava tercer en la classificació, en llocs d'ascens.
El maig de 2011 es va fer oficial el seu pas al Futbol Club Cartagena la temporada 2011-2012. Tanmateix, després de quatre derrotes en les quatre primeres jornades, va ser destituït.
El novembre de 2013, Paco va tornar al Vila-real C. El maig de 2014, va ser ascendit a l'equip B, després de la sortida de Lluis Planagumà.
El 22 de juny de 2017, va anar a un altre equip B, l'Atlètic Llevant UE també de Segona B. El 4 de març de 2018, López fou nomenat entranador del primer equip després que Juan Ramón Muñiz fos cessat. El seu primer partit a La Liga va arribar sis dies després, quan va liderar el seu equip cap a la victòria per 0-1 a fora contra el Getafe CF.
López va signar contracte per un any amb opció a una més el 8 de maig de 2018, i cinc dies després l'equip acabava amb la ratxa d'imbatibilitat del FC Barcelona en lliga, guanyant-lo per 5–4 a casa. A la Copa del Rei de futbol 2020–21, va liderar els Granotes fins a la seva primera semifinal en la competició després de vèncer el Vila-real en el darrer minut del temps afegit; tot i que hi va perdre per 3–2 en el resultat acumulat contra l'Athletic Club, novament en el temps afegit.
El 4 d'octubre de 2021, López fou cessat, després que hagués obtingut només quatre punts al començament de la temporada. Havia dirigit un rècord de 133 partits a primera amb el Llevant, i tenia el percentatge més baix de derrotes a primera que cap altre entrenador del club des de Joaquín Caparrós.